# تشات أون
شات أون ( بالإنجليزيّة : ChatON ) و يعني المُدَرْدِش ، شات أون تطْبيق وبرْنامج عالمي مِن سامسونج لإنشاء دردشات و خالٍ من الإعلانات و متوفّر لجميع أنظمة و أجهزة الهواتف الذكيّة ( أندرويد وآي أو إس وبلاك بيري وويندوز فون وبادا و فيتير فون ) والحواسيب اللوحيّة ( توجد نسخة كاملة للأجهزة اللوحيّة العاملة بنظام أندرويد وآي أو إس وبادا وويندوز فون وبلاك بيري) و توجد نسخة للمتصفّح لسهولة الدخول للتطْبيق عبر متصفّحات الويب ) و بعض أنواع الكاميرات ومتوفّر لأكثر من مئتي (2 (عدد)00) دولة و بأكثر من اثنين وستين (62) لغة ( منها : العربيّة والفارسيّة والإنجليزيّة والفرنسيّة...إلخ ) ، و يوفّر هذا التطْبيق دمج حسابك في فيس بوك وتويتر و سينا ويبو ومن مميّزاته إضافة مئتي (2 (عدد)00) صديق في المجموعة وإرسال رسائل جماعيّة لأعداد لامحدوده من الأصدقاء ويسمح لك هذا التطْبيق بإرسال رسائل رسوم متحركة و كما يخزّن الملفات في الصندوق .
ويساعد الاشخاص على المراسلة السريعة وتشمل إرسال الصور وهو برنامج فعال

## التاريخ
تم إطلاق تطْبيق شات أون في معرض إيفا برلين ( IFA ) في التاسع و العشرين (29) من الشهر الثامن ( أغسطس / آب ) عام ألفين و أحد عشر (2 (عدد)011) رسمياً في برلين مع خدمات بسيطة إلى الأندرويد وآي أو إس وبلاك بيري وبادا و منذ ذلك الحين تطوّر دعمه ليشمل الحواسيب اللوحيّة و يمكن تنزيل التطْبيق عبر جوجل بلاي ومتجر أبل للتطبيقات ومتجر تطبيقات سامسونج...إلخ .

## الأيقونة
- أول أيقونة لشات أون من عام 2011 إلى عام 2012

- ثاني أيقونة لشات أون من عام 2012 إلى الآن

## الهاتف الذكي الداعم لـشات أون
سامسونج جالكسي شات ( بالإنجليزيّة : Samsung Galaxy Chat ) أول جهاز تقوم بطرحه سامسونج بزر خاص لتطْبيق شات أون ، إذا كنت من هواة ومحبي الدردشة فيجب عليك اقتناء هذا الهاتف الذكي ما يميّز هذا الهاتف الذكي عن بقية هواتف سامسونج هو حجمه الخارجي و لوحة المفاتيح الخاصّة به ، و الزر الخاص بتطْبيق شات أون المتوفّر في أسفل لوحة المفاتيح الخاصّة بالهاتف الذكي .
سامسونج جالكسي شات هو هاتف ذكي يعمل تحت بيئة نظام أندرويد 4.0 (سانوديتش آيس كريم) ويحتوي على لوحة المفاتيح QWERTY و يبلغ حجم الذاكرة أربعة (4) غيغا بايت (غ.ب) مع إمكانية زيادة المساحة إلى ستة وثلاثين (36) غيغا بايت (غ.ب) من خلال بطاقة microSD و يحتوي على كاميرا بقوة اثنين (2 (عدد)) ميغا بيكسل ويدعم استكمال الكتابة بالخط المستمر ويعمل بشاشة QVGA تعمل باللمس قياسها ثلاثة (3) بوصة ويبلغ سمك الهاتف إحدى عشر فاصلة سبعة (11,7) ميللي متر ويأتي بأبعاد مئة و ثمانية عشر فاصلة تسعة في تسعة و خمسين فاصلة ثلاثة (118.9 × 59.3) ميللي متر ويزن مئة و إثني عشر (112) جرام ويتميز الهاتف بواجهة تتش وز .

## حساب سامسونج
حساب سامسونج ( بالإنجليزيّة : Samsung Account ) عبارة عن بريد إلكتروني يتم من خلاله التسجيل في شات أون سواءً مع التسجيل برقم الهاتف أو بدونه ، و حساب سامسونج ليس أي بريد إلكتروني إنّما هو مثل الخدمات عندما تُسجّل فيها يُسمح لك باستخدام خدماتٍ كثيرةٍ مختلفةٍ عن شات أون ، و يمكنك استخدام حساب سامسونج مع رقم الهاتف و ميّزة التسجيل باستخدام حساب سامسونج وبدون إدخال رقم الهاتف متوفّرة على كل الأجهزة وتستطيع التسجيل في حساب سامسونج من شات أون نفسه .

## أشهر المميّزات
أضافت سامسونج في هذا التطْبيق إرسال نص و صور وفيديو و تسجيل صوت وصوت ورسالة رسوم متحرّكة و التقويم ودليل الهاتف والموقع والملفات ، و يُظهر لك شات أون حالة الكتابة ، و يمكنك أيضاً رؤية درجة تفاعلك مع الأصدقاء ويُخبرك بوجود أصدقاء استعملوا شات أون حديثاً ويمكنك إنشاء أسماء مستعارة للأصدقاء وإضافة أكثر من صورة في الملف الشخصي وميّزات جديدة أخرى .
و يمكنك في هذا التطْبيق إضافة مئتي (2 (عدد)00) صديق في المجموعة وإرسال رسائل جماعيّة لأعداد لامحدودة للأصدقاء ، كما يمكنك دمج حساب سامسونج و عمل مزامنة ودمج حسابك في فيس بوك وتويتر و سينا ويبو ويمكنك التسجيل باستخدام حساب سامسونج أو باستخدام رقم الهاتف .
و هذا التطْبيق دعمه لأجهزة سامسونج مُذهل فهو يدعم الحافظة وتعدد النوافذ ... إلخ .
و في هذا التطْبيق يمكنك إرسال رموز تعبيريّة متحرّكة ويمكنك تغيير أنماط الخلفيّات وفقاعات الحديث وتغيير أسلوب الخطّ .

## الصندوق
الصندوق ( بالإنجليزيّة : Trunk ) و هو من أكثر ما يميّز شات أون .
الصندوق موجودٌ في الدردشة سواءً كانت فرديّة أو جماعيّة أو مجموعة وفي الصندوق سوف تجد جميع الوسائط المُرسَلة وتستطيع التعليق على أيّ من الوسائط ولكن لا يستطيع رؤية التعليقات أو كتابة تعليق إلا من كان موجوداً في الدردشة .

## درجة التفاعل
قائمة تَظهر في الصفحة الشخصيّة تُظهر لك أكثر الأصدقاء دردشة معك وأقلهم دردشة معك ، و يتم ترتيب الأصدقاء تنازليّاً فيظهر أكثر الأصدقاء دردشة معك في الأعلى ويتم ترتيبهم إلى أقل الأصدقاء دردشة معك ويتم تصنيف أكثر ثلاثة أصدقاء دردشة معك في الأعلى ، و يتم وضع ميداليّة لهم في درجة التفاعل ويمكنك أيضاً إزالة بعض الأصدقاء فلا يظهروا في هذه القائمة .

## رسالة رسوم متحرّكة
رسالة رسوم متحرّكة ( بالإنجليزيّة : Animessage ) أو كما تُعرْف بـالرسم .
ميّزة جديدة ومبتكرة في شات أون تُمكّنك من الرسم أو الكتابة أو وضع ختم ( طابع ) على صورة تقوم بتحديدها من ألبوم الصور أو من خلفيات العرض المتوفرة بـشات أون أو تُكمل الرسم من النموذج .
و تستطيع تغيير حجم ولون وشكل قلم الرسم أو تغيير حجم ولون خط الكتابة وتستطيع مسح أيّ شيءٍ قمت بوضعه واستعادته في حالة مسحه ، و تستطيع وضع ختم ( طابع ) على الصورة سواءً كانت رمز تعبيري أو صورة من ألبوم الصور أو صورة من شات أون ( مثل : طعام ، ثلج ، حيوانات....إلخ ) .

## رموز تعبيريّة متحرّكة
رموز تعبيريّة متحرّكة ( بالإنجليزيّة : Anicons )
هذه الميّزة هي الأشهر من بين الكثير من مميّزات شات أون .
الرمز التعبيري المتحرّك هو رمز فكاهي يعبّر عمّا يريد المستخدم عمله فهو يعمل حركة معيّنة ولا يتوقف عن فعلها كالتلويح بالسلام وهناك رموز تعبيريّة متحرّكة قد كُتب عليها نص باللغة العربيّة ( مثل : شكراً ، مرحباً ، تُصبِح على خير ...إلخ ) و يمكن تنزيل الرموز التعبيريّة المتحرّكة من قائمة تنزيل وجميع الرموز التعبيريّة المتحرّكة مجّانيّة وتتوفّر شخصيّات عديدة للرموز التعبيريّة المتحرّكة وهذه الشخصيّات لديها أكثر من رمز تعبيري متحرّك وفي كل رمز تعبيري متحرّك تتحسّن الصور و الحركة وتكون أكثر واقعيّة .

## تحرير الصور
عند وضع صورة في شات أون بغرض إرسالها أو تعيينها كصورة شخصيّة أو تعيينها كصورة مجموعة ...إلخ يظهر محرّر الصور قبل إرسال الصورة و هذا المحرر يُظهر خيارات كثيرة في الصورة كقصّها فعند إرسال صورة سترى بعض المناطق في الصورة غير جميلة فتستطيع إزالتها من محرّر الصور لتطْبيق شات أون ويُمكنك تدوير الصورة لتكون من جهة اليمين أو من جهة الشّمال ( اليسار قوس أو من الأسفل أو من الأعلى وتستطيع أيضاً وضع تأثيرات على الصورة من خلال أمر واحد فقط ، فيمكنك عمل الصورة و كأنّها مرسومة بقلم الرصاص أو وكأنّ الإضاءة ساطعة في الصورة و هناك تأثيرات أخرى مذهلة .

## بُوسْتُون
بُوسْتُون ( بالإنجليزيّة : PostON ) و هو متواجد في الصفحة الشخصيّة وهو يمكّن المستخدم من التعليق وإبداء رأيه في الصفحة الشخصيّة للأصدقاء ، إذا كنت لا تودّ أن يعلّق صديق معيّن على صفحتك فكل ما عليك هو وضعه في قائمة بُوسْتُون والتي تمنع الصديق من التعليق فلا تُظهر له أنّك تمتلك بُوسْتُون .

## كلمة المرور
كلمة المرور عبارة عن نص ينبغي إدخاله للدخول إلى شات أون وميزة كلمة المرور تدعم جميع النسخ ، و هي إجبارية في نسخة الحاسوب أما في نسخة الهواتف فهي غير متواجدة في البداية وتستطيع إضافتها من الضبط .
في نسخة الهواتف كلمة المرور تتكون من أربعة (4) أرقام ، و تكون غير متواجدة من البداية .
أما في نسخة الحاسوب فتكون كلمة المرور إجبراية وتكون كلمة المرور الخاصة بي حساب سامسونج .

## قائمة التنزيل
اِبتكرت سامسونج في شات أون ميّزة جميلة ومُذهلة و هي تنزيل باقات متنوعة من شات أون نفسه وبدون اللجوء إلى أيّ متجر إلكتروني وجميع الباقات مجانيّة .
الباقات المتوفرة :
- رموز تعبيريّة متحرّكة ( رموز تظهر في خلفية الرسائل وتقوم بحركة معيّنة ولا تتوقف عن أداء الحركة ) .
- أنماط الخلفيّات والفقاعات ( خلفيّات متنوعة وفقاعات جميلة تغطّي الرسالة ) .
- الخطّ ( شكل الخطّ و يتواجد أنواع للخطوط العربيّة ) .
- نموذج ( فيديو عبارة عن رسالة رسوم متحرّكة تم عملها باحترافيّة تامّة تستطيع تنزيله أو تعديله ) .
- خلفية عرض ( صور تُستخدم لرسالة الرسوم المتحركة تستطيع الرسم عليها ) .
- ختم ( طابع يتم إلصاقه على رسالة الرسوم المتحركة ) .

ليست جميع الباقات متوفّرة لِكُلِّ النُّسَخ .

## مسابقة «الأحداث»
مسابقة أُنشِئت في شات أون بحيث المُستخدِم يجمع النقاط وعندما يُصبِح من أكثر المُستخدمِين جمعاً للنقاط يربح أجهزة سامسونج ، المسابقة أُتيحت في جميع البلدان ويستطيع أيُّ شخص الاشتراك بها .

## الأنظمة المدعومة
الهواتف الذكيّة :
- أندرويد .

- أندرويد 2 (عدد).2 (عدد) ( فرويو ) وأعلى .
- بادا .

- بادا 2 (عدد).0 وأعلى .
- ويندوز فون .

- ويندوز فون 6.5 وأعلى .
- بلاك بيري .

- بلاك بيري العامل باللّمس 6 وأعلى .
- بلاك بيري العامل بدون اللّمس 5 وأعلى .
- آي أو إس .

- آي أو اس 4.3 وأعلى .
- فيتير فون .

- دعم كلّي .
الحواسيب اللوحيّة :
- أندرويد ( نسخة كاملة للشاشة ).

- أندرويد 3.0 ( قرص العسل ) وأعلى .
- بادا ( نسخة كاملة للشاشة ) .

- بادا 2 (عدد).0 وأعلى .
- ويندوز فون ( نسخة كاملة للشاشة ) .

- ويندوز فون 6.5 وأعلى .
- بلاك بيري ( نسخة كاملة للشاشة ) .

- دعم كلّي .
- آي أو إس ( نسخة كاملة للشاشة .

- آي أو اس 4.3 وأعلى .
- غير ذلك :

- وجود موقع إلكتروني تستطيع الدخول إلى شات أون عن طريقه .
- وجود نسخة لبعض أنواع الكاميرات .

## نسخة الويب
نسخة الويب عبارة عن موقع إلكتروني ( مثل : موقع الفيس بوك وموقع تويتر...إلخ ) تم إنشاؤها لتسهّل للمستخدم الدخول إلى شات أون .
و في نسخة الويب يتم استخدام حساب سامسونج بدلاً من رقم الهاتف و يمكنك استيراد قوائم الأصدقاء عن طريق مزامنة الحساب مع جهاز آخر .

## خدمات منافسة
- جوجل توك
- ويندوز لايف ماسنجر
- ياهو! مسنجر
- بلاك بيري مسنجر
- سكايب
- بالتوك
- إنسبيك
- آي سي كيو
- واتساب
- فايبر
- ميبو
- بارلينجو
- فيسبوك ماسنجر

## اِنظر أيضا
- دردشة إنترنت
- تراسل فوري
- [./Https://www.arabc.chat/arabic-chat-free/ غرفة دردشة]
- أخلاقيات الإنترنت
- آي آر سي

## وصلات خارجية
- الموقع الرسمي